# Milan Bandić
Milan Bandić (kroatiskt uttal (fil)), född 22 november 1955 i Grude,  Bosnien och Herzegovina, SFR Jugoslavien, död 28 februari 2021 i Zagreb i Kroatien,  var en kroatisk politiker.  
Bandić var från 2000 fram till sin död 2021 borgmästare i huvudstaden Zagreb. Bandić tillhörde tidigare det socialdemokratiska partiet (SDP) men uteslöts 2009 då han valde att ställa upp som oberoende presidentkandidat i presidentvalet 2009–2010. I presidentvalet tog han sig till den andra omgången som hölls den 10 januari 2010. Där ställdes han mot sin forna partikamrat Ivo Josipović, mot vilken han dock förlorade. Bandić ställde även upp som partiledarkandidat för SDP 2007 men förlorade mot den nuvarande dåvarande partiledaren Zoran Milanović.